# حلبينة

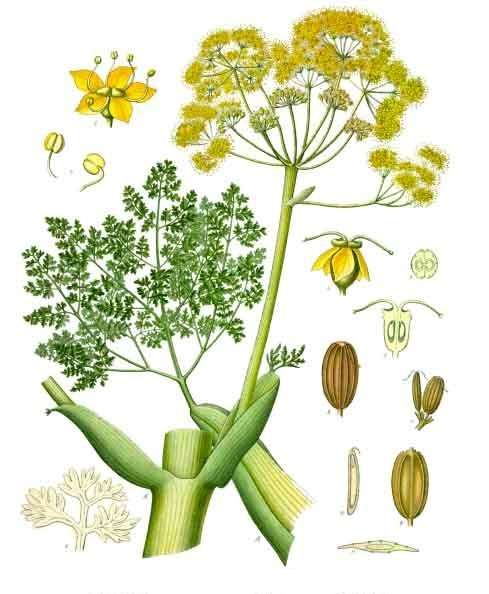
نبات القنة الذي ينتج الحلبينة

الحِلبينة أو قناء شق هو راتنج عطري ومنتج من بعض أنواع النباتات الخيمية في جنس كلخ وخاصة نبات القنة. تنمو النباتات التي تنتج الحلبينة بكثرة على سفوح سلاسل الجبال في شمال إيران.